# Bataguassu
Bataguassu – miasto i gmina w Brazylii, w stanie Mato Grosso do Sul.
Założycielem miejscowości był Jan Bata. Nazwał ją Bataguassu ("dobra woda"). Po 1953 w miejscowości założył zakład produkcji obuwia (Cia Industrial, Mercantil e Agrícola), które następnie było sprzedawane pod marką Alpargatas.